# William Millerson
William Walter Millerson, né le 10 janvier 1953 à Aruba et mort le 20 juin 2020 à Curaçao, est un homme politique curacien, en 2017 président des États de Curaçao, et karatéka néerlandais, 8e  dan de karaté wado-ryu.

## Biographie
William Millerson a gagné de multiples médailles au championnat d’Europe de karaté. Entre 1998 et 2014, il fut vice-président de la World Karate Federation.
Il est membre de la Partido Antiá Restrukturá, un parti politique à Curaçao. Élu membre des États de Curaçao en mai 2017, il en est également élu président en mai 2017.
En 2011, William Millerson fut fait chevalier de l'ordre d'Orange-Nassau.